# Petrochromis trewavasae
Petrochromis trewavasae é uma espécie de peixe da família Cichlidae.
Pode ser encontrada nos seguintes países: República Democrática do Congo e Zâmbia nas margens do Lago Tanganica